# Blåvit skogssångare
Blåvit skogssångare (Setophaga cerulea) är en liten sångfågel i familjen skogssångare. Arten minskar även hastigast av alla skogssångare i USA och är den i antal hastigast minskande migrerande neotropiska sångfågeln. 

## Utseende och levnadssätt
Adulta hanar har coelinblåa överdelar och vita underdelar med ett svart halsband över bröstet. De har även svarta ränder längs ryggen och sidorna. Honor och juvenila fåglar har grå- eller grönaktiga överdelar med en blek rand över ögat, och inga ränder längs ryggen samt inget halsband. Alla fåglar har vingband och en tunn och spetsig näbb. Dess läte är ett surrande "zray zray zray zray zeeee". Locklätet är ett sluddrigt "chip". 

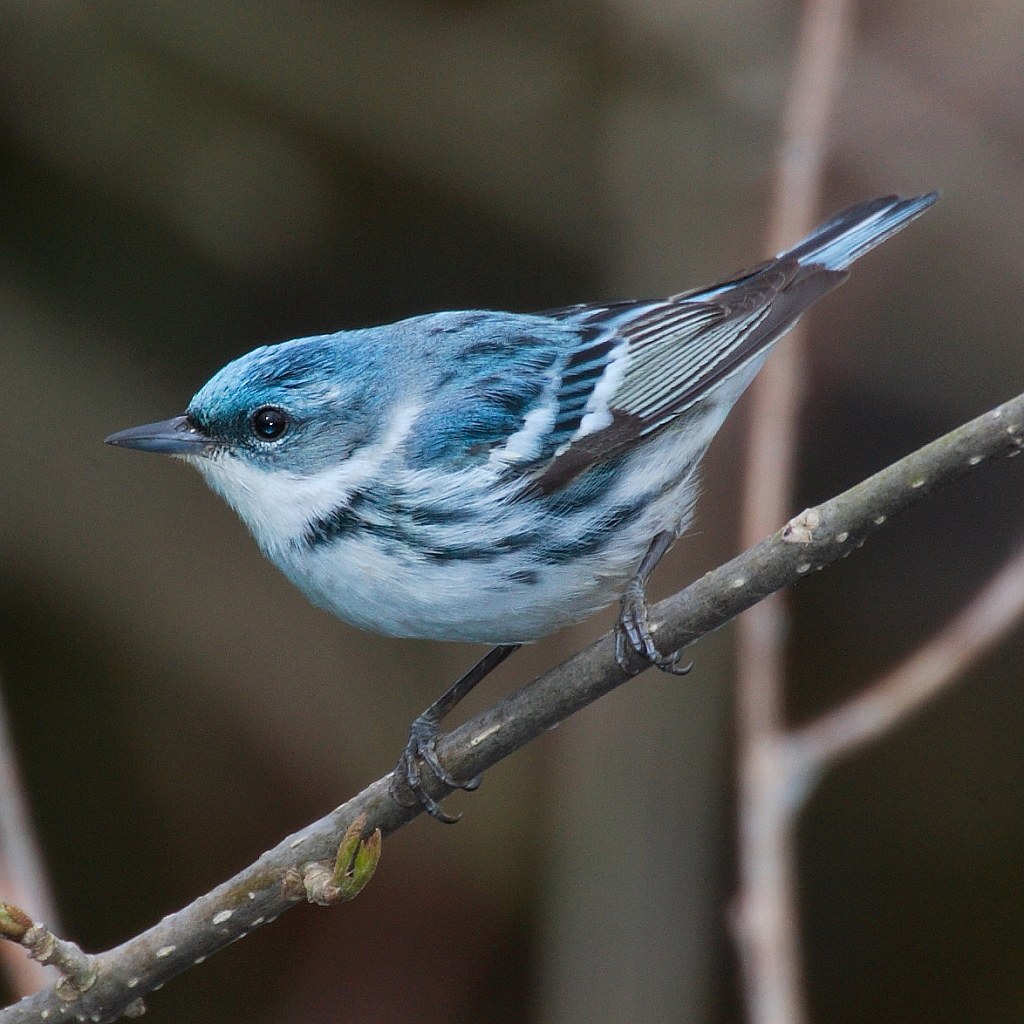

Blåvit skogssångare födosöker högt upp i träd och fångar emellanåt insekter i flykten. Huvudföda är insekter. Deras bon är skålformade och placeras på en horisontell gren i ett lövträd.

## Utbredning och systematik
Häckningsområdena är lövskogar i östra Nordamerika, från Quebec och Ontario i Kanada, västerut till Nebraska i USA och söderut till norra Texas, Louisiana, Mississippi, Alabama och Georgia. Inom utbredningsområdet är den mycket lokalt förekommande. 80% av populationen förenkommer i Appalacherna.
Vintertid flyttar blåvit skogssångare skogbeklädda områden i Sydamerika, från Colombia och Venezuela söderut huvudsakligen öster om Anderna till östra Ecuador, sydöstra Peru och möjligen även till norra Bolivia. I Europa är den en mycket sällsynt gäst med endast ett fynd, på Island i oktober 1987.

### Släktestillhörighet
Tidigare placerades den tillsammans med ett stort antal andra arter i släktet Dendroica. DNA-studier visar dock att rödstjärtad skogssångare (Setophaga ruticilla) är en del av denna grupp. Eftersom Setophaga har prioritet före Dendroica inkluderas numera alla Dendroica-arter i Setophaga.

## Levnadssätt
Blåvita skogssångaren häckar i högstammig lövskog, både i fuktiga låglandsområden och på bergssluttningar. Även under flyttningen hittas den i gammal skog. Den livnär sig nästan uteslutande av insekter och andra ryggradslösa djur, framför allt spindlar. Fågeln häckar från slutet av april till juli, med äggläggning i maj och juni.

## Status och hot
Arten minskar kraftigt till följd av habitatförstörelse, både på häckplats och i övervintringsområdet. Minskningen har dock avmattats och 
internationella naturvårdsunionen IUCN betraktar den inte längre som hotad. Sedan 2019 placeras den i stället i hotkategorin nära hotad från att tidigare har behandlats som sårbar (VU). Världspopulationen uppskattades 2019 till 530 000 vuxna individer.

## I kulturen
Fågelarten används som symbol i Jonathan Franzens roman Frihet från 2010, och förekommer även i en episod av Nicke Nyfiken.